# Kita-ku (Sakai)
Pour les articles homonymes, voir Kita-ku.
Kita (北区, Kita-ku, littéralement : arrondissement du Nord) est l'un des sept arrondissements de la ville de Sakai au Japon. En 2015, sa population est de 159 110 habitants, ce qui en fait l'arrondissement le plus peuplé de la ville. Il possède une superficie de 15,60 km2, donnant une densité de population de 10 199 hab./km2.

## Géographie
L'arrondissement de Kita-ku est situé au nord-est de la ville de Sakai, dans la région du Kansai. Kita-ku est situé au sud de la ville d'Osaka dont il est séparé par le fleuve Yamato-gawa. L'arrondissement est limitrophe des arrondissements de Sakai-ku, Nishi-ku, Naka-ku, Higashi-ku et de Mihara-ku.

## Transports
- Métro d'Osaka :
  - ligne Midōsuji : stations Kitahanada (M28), Shinkanaoka (M29) et Nakamozu (M30)

- Nankai Electric Railway :
  - ligne Kōya : gares de Nakamozu (NK59) et Shirasagi (NK60)

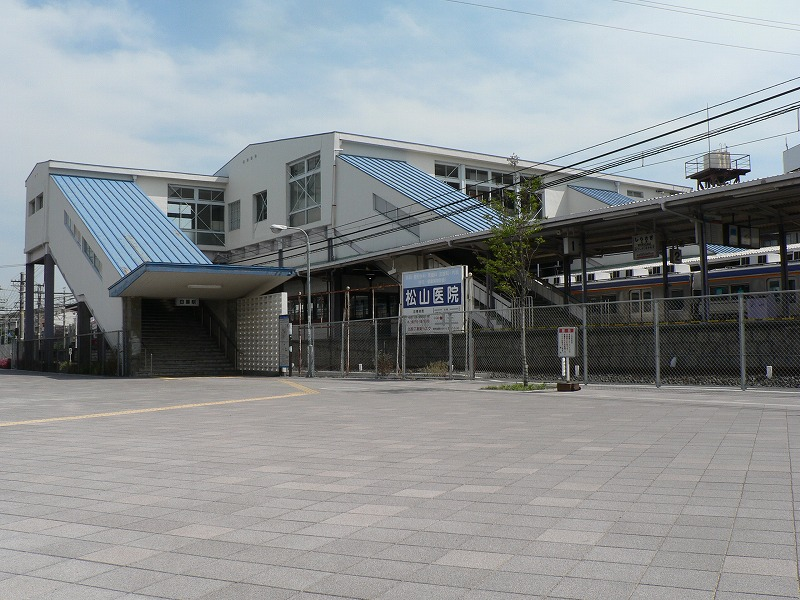
Gare de Shirasagi.
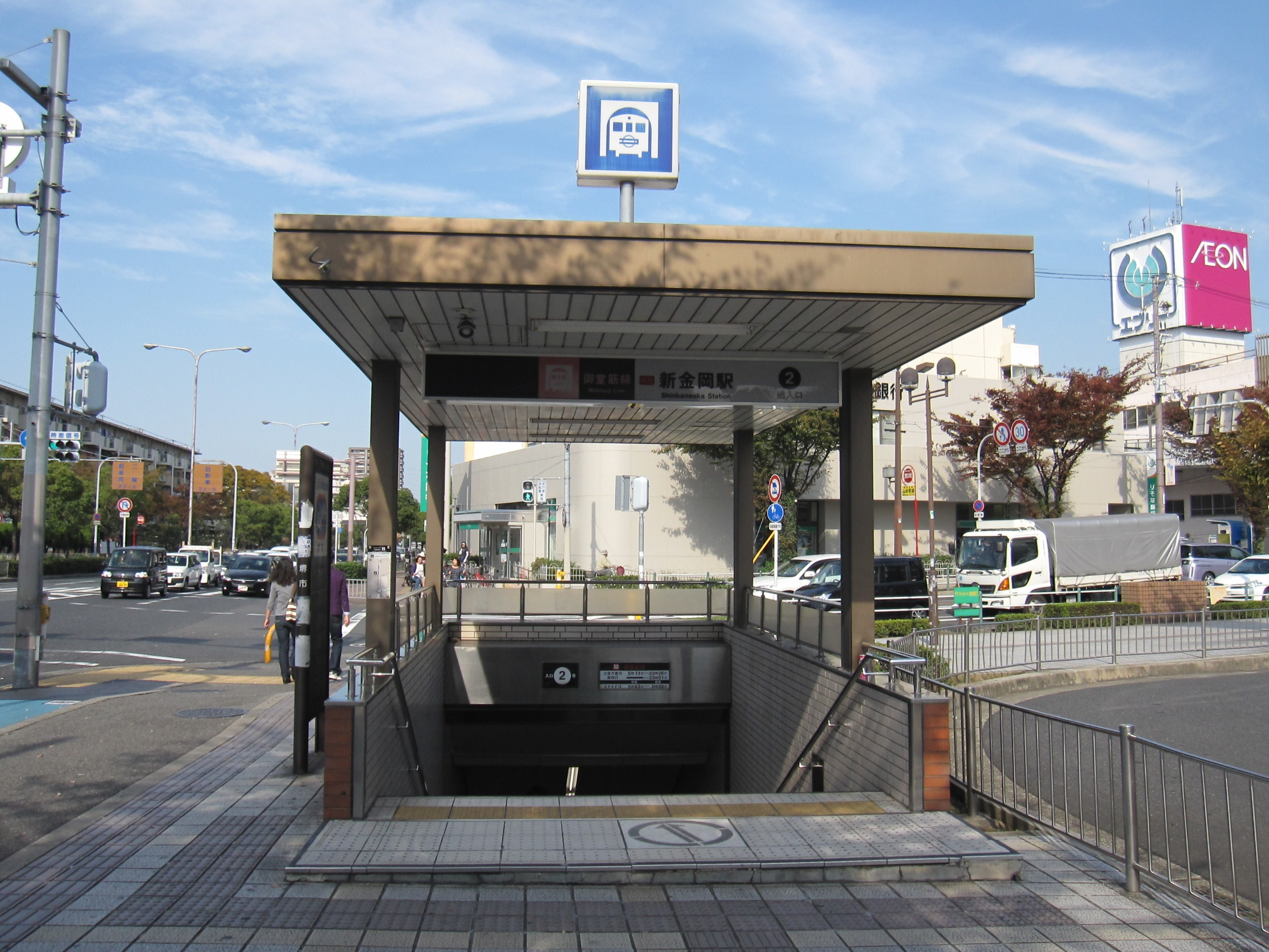
Station Shinkanaoka.
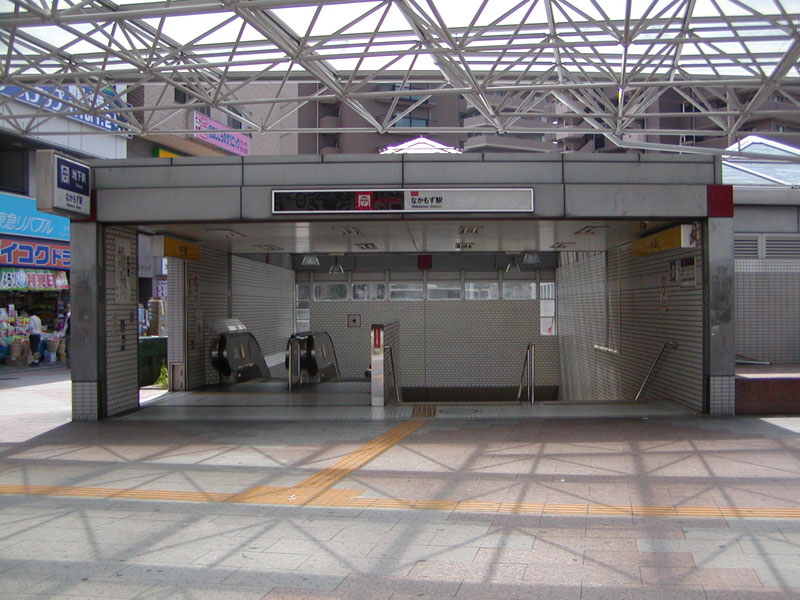
Gare de Nakamozu.